# Black Symphony (film)
(Slogan promozionale del film)
Black Symphony (Tuno negro) è un film del 2001 diretto da Pedro L. Barbero e Vicente J. Martín.

## Trama
In un'università di Salamanca si aggira un assassino vestito come un menestrello mascherato, il Menestrello Nero, che uccide brutalmente alcuni studenti.

## Riconoscimenti
- 2001 - Premios Godoy
  - Premio Godoy a la Peor Película